# ميلوس ديجينيك
ميلوس ديجينيك (بالإنجليزية: Miloš Degenek) (مواليد 28 أبريل 1994) هو لاعب كرة قدم. يلعب مع منتخب أستراليا لكرة القدم. و النجم الأحمر بلغراد سبق له أن لعب في كأس القارات 2017 مع منتخب بلاده.

### بدايته المهنية

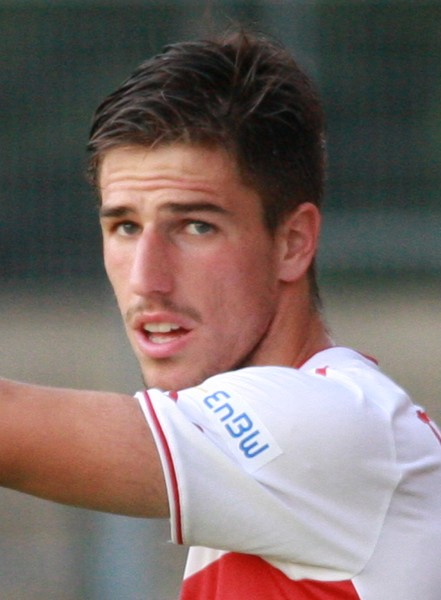
ديجينك مع نادي Stuttgart في 2013

## مسيرته مع النادي

### الهلال
في 12 يناير عام 2019، انتقل ديجينيك إلى نادي الهلال السعودي على أساس عقد لمدة ثلاث سنوات ونصف.

## مسيرته الدولية
كان ديجنيك مؤهلًا للعب في صربيا وكرواتيا وأستراليا. يحمل اللاعب كلا الجنسيتين الصربية والأسترالية.

## الاحصائيات

### النادي
آخر تحديث 15 أبريل 2019..
| النادي               | الموسم                                 | الدوري                         | الدوري    | الدوري  | الكأس المحلي | الكأس المحلي | كأس الدوري | كأس الدوري | القاري    | القاري  | المجموع   | المجموع |
| النادي               | الموسم                                 | Division                       | المباريات | الأهداف | المباريات    | الأهداف      | المباريات  | الأهداف    | المباريات | الأهداف | المباريات | الأهداف |
| -------------------- | -------------------------------------- | ------------------------------ | --------- | ------- | ------------ | ------------ | ---------- | ---------- | --------- | ------- | --------- | ------- |
| نادي شتوتغارت للرديف | 2012–13 ‏                               | الدوري الألماني الدرجة الثالثة | 0         | 0       | 0            | 0            | —          | —          | —         | —       | 0         | 0       |
| نادي شتوتغارت للرديف | 2013–14 ‏                               | الدوري الألماني الدرجة الثالثة | 9         | 0       | 0            | 0            | —          | —          | —         | —       | 9         | 0       |
| نادي شتوتغارت للرديف | الدوري الألماني الدرجة الثالثة 2014–15 | الدوري الألماني الدرجة الثالثة | 0         | 0       | 0            | 0            | —          | —          | —         | —       | 0         | 0       |
| نادي شتوتغارت للرديف | المجموع                                | المجموع                        | 9         | 0       | 0            | 0            | —          | —          | —         | —       | 9         | 0       |
| ميونخ 1860           | 2015–16                                | بوندسليغا 2                    | 25        | 1       | 3            | 0            | —          | —          | —         | —       | 28        | 1       |
| ميونخ 1860           | 2016–17                                | بوندسليغا 2                    | 7         | 0       | 1            | 0            | —          | —          | —         | —       | 8         | 0       |
| ميونخ 1860           | المجموع                                | المجموع                        | 32        | 1       | 4            | 0            | —          | —          | —         | —       | 36        | 1       |
| يوكوهاما مارينوس     | 2017                                   | دوري الدرجة الأولى الياباني    | 25        | 0       | 2            | 0            | 1          | 0          | —         | —       | 28        | 0       |
| يوكوهاما مارينوس     | 2018                                   | دوري الدرجة الأولى الياباني    | 12        | 2       | 0            | 0            | 3          | 0          | —         | —       | 15        | 2       |
| يوكوهاما مارينوس     | المجموع                                | المجموع                        | 37        | 2       | 2            | 0            | 4          | 1          | —         | —       | 43        | 3       |
| النجم الأحمر بلغراد  | 2018–19                                | دوري السوبر الصربي             | 20        | 0       | 0            | 0            | —          | —          | 13        | 0       | 33        | 0       |
| الهلال               | 2019–                                  | دوري المحترفين السعودي         | 8         | 0       |              |              |            |            | 3         | 0       | 11        | 0       |
| إجمالي مسيرته        | إجمالي مسيرته                          | إجمالي مسيرته                  | 106       | 3       | 6            | 0            | 4          | 1          | 16        | 0       | 132       | 4       |

### المنتخب
الاحصائيات حتى آخر مباراة لعبت في 25 يناير 2019
| أستراليا | أستراليا | أستراليا |
| السنة    | الظهور   | الأهداف  |
| -------- | -------- | -------- |
| 2016     | 5        | 0        |
| 2017     | 10       | 0        |
| 2018     | 5        | 1        |
| 2019     | 5        | 0        |
| المجموع  | 25       | 1        |

### الأهداف الدولية
آخر تحديث المباراة لعبت في 30 ديسمبر 2018. 
| # | التاريخ        | الملعب                                                    | المشاركة | الخصم | الهدف | النتيجة | المنافسة    |
| - | -------------- | --------------------------------------------------------- | -------- | ----- | ----- | ------- | ----------- |
| 1 | 30 ديسمبر 2018 | ملعب مكتوم بن راشد آل مكتوم دبي، الإمارات العربية المتحدة | 20       | عمان  | 4–0   | 5–0     | مباراة ودية |

## روابط خارجية
- ميلوس ديجينيك على موقع الاتحاد الدولي (مؤرشف)  (الإنجليزية)
- ميلوس ديجينيك على موقع الاتحاد الأوربي (الإنجليزية)
- ميلوس ديجينيك على موقع رابطة كرة القدم اليابانية للمحترفين (اليابانية)
- ميلوس ديجينيك على موقع الدوري الأمريكي (الإنجليزية)
- ميلوس ديجينيك على موقع قاعدة بيانات كرة القدم.إي يو (الإنجليزية)
- ميلوس ديجينيك على موقع ناشيونال فوتبول تيمز (الإنجليزية)
- ميلوس ديجينيك على موقع Soccerway.com (الإنجليزية)
- ميلوس ديجينيك على موقع عالم كرة القدم.نت (الإنجليزية)
- ميلوس ديجينيك على موقع كووورة